# Hacha arrojadiza

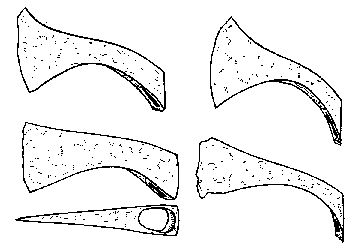
Diferentes tipos de francisca

Un hacha arrojadiza es un arma que se utiliza principalmente para ser arrojada. Por lo general, se lanzan en un movimiento por encima de la cabeza (muy parecido al lanzamiento de una pelota de béisbol) de una manera que hace que el hacha gire mientras viaja por el aire. Las hachas arrojadizas se han utilizado desde tiempos prehistóricos y fueron convertidas en francisca por los francos en el siglo III d. C. Un lanzador de hachas habilidoso rotará el hacha exactamente una vez durante el vuelo para que filo de la cabeza penetre en el objetivo.

## Lista de hachas arrojadizas
- Francisca
- Hurlbat
- Nzappa zap
- Tomahawk